# Fortifications de Pont-l'Abbé-d'Arnoult
Les fortifications de Pont-l'Abbé-d'Arnoult, bâti au XVe siècle, à Pont-l'Abbé-d'Arnoult, en France. L'immeuble a été inscrit au titre des monuments historiques en 1926.

## Historique
Les fortifications de Pont-l'Abbé-d'Arnoult se situent sur la commune de Pont-l'Abbé-d'Arnoult dans le département de la Charente-Maritime en région Nouvelle-Aquitaine.Les fortifications ont été construites du XIIe siècle au XVIIIe siècle. Le bâtiment est inscrit au titre des monuments historiques par arrêté du 16 juin 1926.

## Architecture

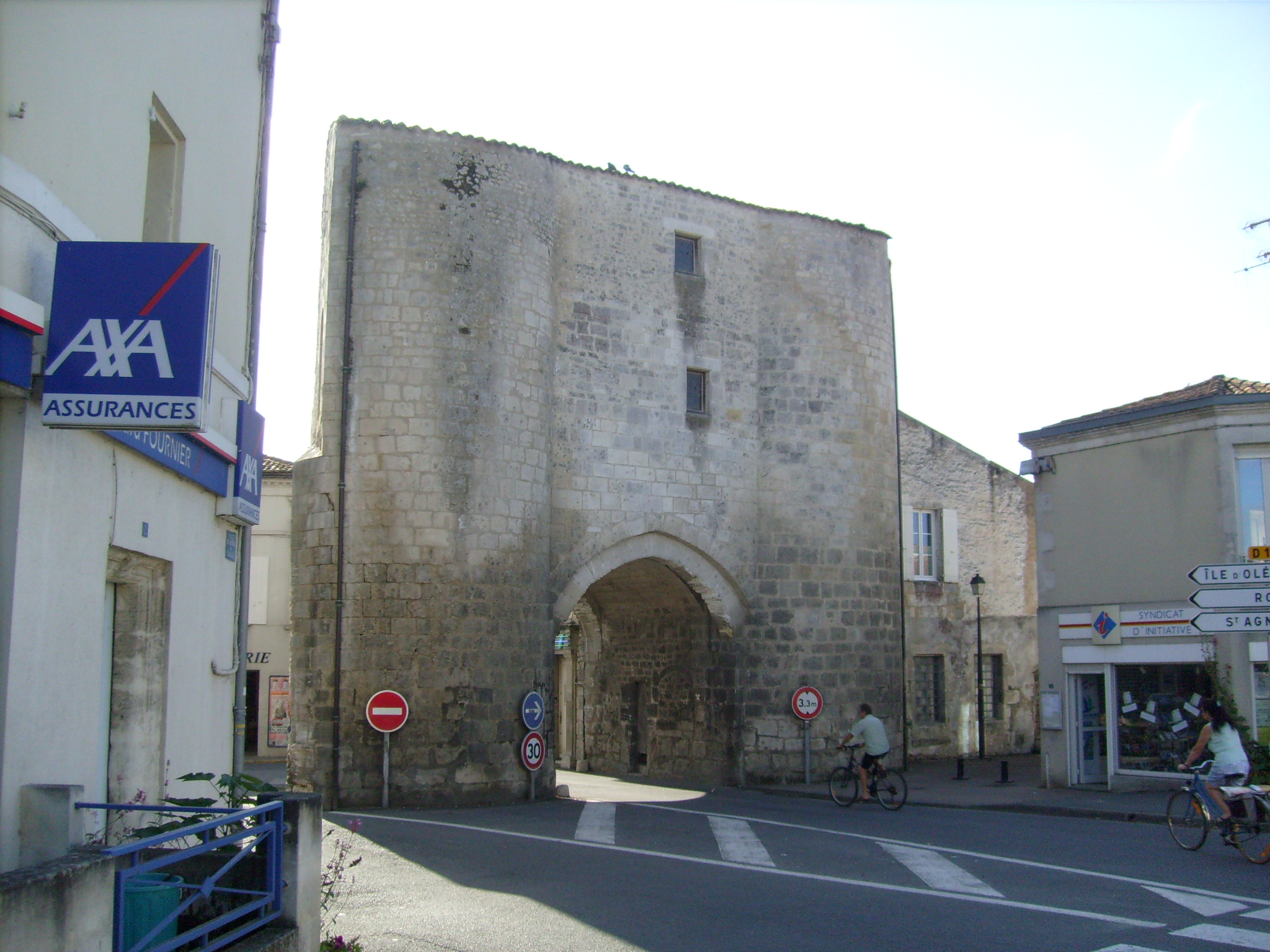